# Rhachiberotha signifera
Rhachiberotha signifera is een insect uit de familie van de Berothidae, die tot de orde netvleugeligen (Neuroptera) behoort. 
Rhachiberotha signifera is voor het eerst wetenschappelijk beschreven door Tjeder in 1959.